# Confederazione nazionale delle Misericordie d'Italia
La Confederazione nazionale delle Misericordie d'Italia è una delle più grandi entità federative in Italia nell'ambito del volontariato. Ente morale con sede in Firenze, dapprima in piazza San Giovanni, in seguito in via dello Steccuto 38, la Confederazione riunisce oggi oltre 700 Misericordie (tra arciconfraternite, confraternite e fraternite, alle quali aderiscono circa 670.000 iscritti, dei quali oltre centomila sono impegnati in opere di carità), diffuse in tutta Italia ad eccezione della Valle d'Aosta e dell'Alto Adige.

## Storia
La Confederazione nazionale delle Misericordie d'Italia, trae origine dalla Federazione fondata nel 1899 a Pistoia, ove si svolse il Primo congresso nazionale delle Misericordie, cui aderirono 45 confraternite.
In quella occasione venne nominato anche il primo presidente nazionale nella persona del confratello (in qualità di membri di confraternite gli aderenti si chiamano confratelli e consorelle) conte Cesare Sardi di Lucca, che onorò l'incarico per oltre vent'anni.
Il Secondo congresso nazionale si svolse a Firenze nei giorni 27 e 28 maggio 1900, ospite dell'antica Misericordia fiorentina. Dopo il congresso di Firenze venne dato inizio alla pubblicazione di un Bollettino delle Misericordie che ha continuato ad uscire fino allo scoppio della prima guerra mondiale.
Durante il periodo bellico, le Misericordie associate alla Federazione svolgono nelle loro singole località un'intensa attività di assistenza e di soccorso, particolarmente dedita alle dolorose e gravi necessità di aiuto verso le popolazioni interne e verso i profughi.
Il primo Congresso dopo il termine della guerra si svolge a Prato nell'agosto del 1921 celebrando l'elezione del nuovo presidente nazionale nella persona di Guido Donati della Misericordia di Firenze. In questi anni viene ripresa la pubblicazione del bollettino, interrotta nel periodo bellico, e viene costituita la Squadra federale, per accorrere nei luoghi colpiti da calamità. Si ricorda all'uopo l'apporto da essa dato in occasione dei gravi terremoti che negli anni seguenti andarono a colpire la Garfagnana, il Mugello e la Lunigiana. La Squadra federale era formata da 15 confraternite fra le più importanti e meglio attrezzate, e poteva contare su circa 200 fratelli completamente equipaggiati, oltre a medici ed infermieri.
La creazione della squadra confederale rappresentò senza dubbio un'importante anticipazione di ciò che in futuro divenne la protezione civile in Italia. L'Italia era, in quegli anni, agli albori delle iniziative di soccorso nelle calamità naturali, quelle iniziative di protezione civile che solo negli ultimi anni hanno visto un intervento diretto dello Stato. Allora in questo settore esistevano soltanto l'esercito, la Croce Rossa Italiana e le formazioni dei cosiddetti pompieri non ancora raccolti in un corpo nazionale e presenti solo in alcune località. Alcune squadre di pompieri, tra l'altro, erano nate proprio all'interno delle Misericordie; fra di esse ricordiamo, in particolare, quelle delle Misericordie di Prato e di Viareggio.

### Il periodo fascista
Un momento di forte crisi del movimento si ebbe con la messa in discussione dell'autonomia e del futuro stesso del movimento in epoca fascista: il regime, infatti, nel suo obiettivo di convogliare ogni forma di attività assistenziale nello Stato, approvò la nota legge per la quale furono sciolte le associazioni di volontariato prive di personalità giuridica e dispose la confisca delle loro attrezzature e del loro patrimonio a favore di una istituzione di soccorso statalizzata: la Croce Rossa Italiana. Si creò così una situazione di grave disagio per tutte le Misericordie, comprese quelle sottoposte al regime giuridico della cosiddetta "Legge Crispi" sulle Istituzioni pubbliche di beneficenza ed assistenza, che fondatamente temettero l'applicazione a proprio danno delle speciali disposizioni della stessa legge che consentivano ai pubblici poteri di disporre il loro concentramento e addirittura la loro trasformazione in enti di natura e carattere diversi.
Il rischio, finalmente, fu evitato e le Misericordie mantennero per lo più lo stato di dipendenza e controllo delle attività imposto loro dalla legge Crispi del 1890 senza peraltro subire lo smantellamento a favore dell'erigendo ente della Croce Rossa Italiana. Nel settembre 1926, inoltre, al Congresso nazionale di Viareggio intervenne addirittura l'allora sovrano Vittorio Emanuele III a testimoniare la riconoscenza verso le Misericordie, mentre nel successivo congresso di Pisa (1930) ebbe luogo una grande manovra di esercitazione della Squadra Federale.
Dopo la morte del presidente Donati, avvenuta il 2 dicembre 1930, si svolse a Firenze il congresso nazionale per la nomina del nuovo presidente. Nel congresso fu deciso di affidare la guida della Federazione ad un triumvirato composto dai confratelli Renato Macarini-Carmignani, Angelo Badiani e Paolo Guicciardini. Seguirono altri convegni ed altri interventi della Squadra federale che nel frattempo non solo aveva costituito suoi settori in molte Misericordie, ma aveva anche creato dei propri corpi pompieristici sull'esperienza di quanto già realizzato da alcune confraternite negli anni precedenti. Grazie a queste realizzazioni essa costituiva in quel momento una delle più forti organizzazioni di soccorso a carattere nazionale esistenti nel paese.
Lo scoppio del secondo conflitto mondiale ridusse l'attività della Federazione in comprensibili limiti. Le Misericordie, nelle loro varie sedi, continuarono comunque a svolgere un'attività di soccorso oltremodo intensa, assistendo le popolazioni nelle più svariate forme ed intervenendo per il salvataggio di sinistrati e feriti talvolta anche sotto l'imperversare dei bombardamenti, non mancando esempi di eroismo. Tra l'altro, le truppe tedesche al momento della loro ritirata dal suolo italiano depredarono massicciamente la quasi totalità delle sedi delle Misericordie italiane, asportando masserizie, attrezzature sanitarie, autoambulanze, cosicché nel 1945, alla ripresa della vita normale, la generalità delle varie fraternite si trovò a dover ricominciare e ricostruire tutto da capo.

### Il dopoguerra
Chiusasi la tragedia bellica, la Federazione si pose immediatamente a costituire le premesse per la ripresa. Si organizzarono convegni a Pescia ed a Pisa. A Firenze si tenne un Congresso Nazionale l'8 gennaio 1947 nel quale, approvando il testo del nuovo statuto, furono allargati i compiti dell'ente federativo al quale fu dato un carattere esplicitamente nazionale.
In tale Congresso fu eletto presidente nazionale onorario il confratello Angelo Badiani e presidente nazionale effettivo il confratello Roberto Crema. La Confederazione, diede così inizio ad una più larga forma di attività, che non fu limitata, come in passato, al solo coordinamento fra Misericordie, ma quello più ambizioso e impegnativo di estendere in tutta Italia il movimento spirituale ed organizzativo delle misericordie. Alla Confederazione venne affidato inoltre il compito di approfondire i problemi di carattere generale del movimento, rendendosene portatrice ed interprete in ogni sede e particolarmente presso i pubblici poteri: Governo e Parlamento.
Da allora prese avvio una serie di Congressi Nazionali e la Presidenza confederale instaurò un sistema di frequenti visite presso le singole confraternite erogando inoltre aiuti concreti a quelle maggiormente in difficoltà. Particolarmente impegnativa per tutte le Misericordie fu la ricostruzione del parco macchine distrutto dalla guerra. In quegli anni, difficili ma ricchi di solidarietà e desiderio di libertà, numerose nuove Misericordie nacquero in varie parti d'Italia.

### Dagli anni sessanta al nuovo millennio
Nel 1962 il presidente nazionale Crema perì in un incidente aereo lasciando un triste vuoto nei suoi collaboratori. A lui successe nell'incarico di presidente Alfredo Merlini che guidò la Confederazione fino al 1985.
Nel 1963 viene costituito il Movimento dei Gruppi Donatori di Sangue FRATRES che opera tutt'oggi nel settore della raccolta del sangue, costituendo uno dei maggiori movimenti nel campo in Italia, con decine di migliaia di sacche di sangue raccolte ogni anno, oltre alla donazione di plasma e piastrine in aferesi e di midollo osseo.
Nel 1985 ad Alfredo Merlini successe Francesco Giannelli, confratello e capo di guardia della Misericordia di Firenze.
Il 14 giugno 1986 circa 10.000 fratelli delle Misericordie italiane vennero ricevuti in udienza dal Papa. Nell'aula Paolo VI, gremitissima, Giovanni Paolo II tracciò una svolta nella vita del movimento, indicando con chiarezza la via della carità che le Misericordie dovevano far propria: "ecco la consegna che vi affido... siate i promotori e fautori della civiltà dell'amore, siate testimoni infaticabili della cultura della carità". Queste parole costituirono per le Misericordie una vera e propria svolta. L'accorata esortazione del Papa a testimoniare con i servizi di carità l'impegno per la costruzione di un nuovo modello di civiltà basato sulla solidarietà, sulla pace, sulla condivisione, divenne da allora un concreto riferimento per tutto il movimento che si tradusse in una nuova vitalità ed in nuove iniziative. Nel 1989 la Confederazione diede vita alla pubblicazione di una nuova rivista mensile cui fu dato il nome, ricco di significato, di Civiltà dell'Amore.
Nel 1990 il movimento FRATRES assume uno status giuridico autonomo costituendosi come associazione a sé stante, seppure collegata alla Confederazione, con la denominazione di Consociazione Nazionale FRATRES delle Misericordie d'Italia.
Nel novembre 1992 le Misericordie si riunirono, per la prima volta nella loro storia, in Convegno Mondiale a Firenze con la partecipazione di oltre 200 delegati provenienti da tutti i continenti in rappresentanza di circa 40 Paesi. Il frutto più importante del convegno fu l'impegno alla costituzione dell'Unione europea delle Misericordie che trovò concordi sul progetto i rappresentanti delle Misericordie d'Italia, Portogallo, Spagna, Francia, Principato di Monaco, Armenia, Bielorussia, Georgia, Lituania, Moldavia, Russia, Ucraina.
Il 14 novembre 1992 il Papa salutando affettuosamente i fratelli della Misericordia ricordò come "Si può ben dire che in tutti i continenti le Misericordie costituiscono un pacifico esercito di promotori e fautori della civiltà dell'Amore, testimoni infaticabili della cultura della carità". Il Papa, confermando l'esortazione a "testimoniare la presenza provvidente di Dio", si congedò lanciando un ulteriore invito all'impegno di fraternità: "Benedica, la Vergine Santa, - disse Giovanni Paolo II - anche gli sforzi da voi condotti per far sì che attraverso interventi programmati in accordo con Organismi e Misericordie di altre confessioni religiose cresca la reciproca stima tra credenti, così che tra gli uomini di buona volontà si affretti l'avvento dell'autentica civiltà dell'Amore".
Da questa esortazione la Confederazione assunse l'impegno a sviluppare in spirito di carità i contatti, le collaborazioni, i rapporti con i fratelli di diversa fede ed in particolare con i fratelli musulmani presenti in Italia e nei loro paesi d'origine.
Questo sforzo portò due importanti frutti: nel gennaio del 1993 le Misericordie insieme ad una organizzazione caritativa di fede islamica (la Human Appeal International) organizzarono due colonne di aiuti per le popolazioni musulmane duramente colpite dalla guerra civile in corso nei territori della ex-Jugoslavia. Ai primi di luglio del 1994 si tenne a Firenze il 1° Seminario cristiano-islamico incentrato sull'analisi di tre aree di crisi: il Sudan in piena guerra civile e prostrato dalla difficile convivenza tra cristiani, musulmani e animisti, l'Iraq-Kuwait affrontando in primo luogo il problema di rilascio di 1000 cittadini kuwaitiani allora detenuti nelle carceri irachene, ed infine il Caucaso dilaniato dalla guerra civile. Il convegno terminò con un momento di grande spiritualità che vide riuniti, cattolici, ortodossi, musulmani in un'unica preghiera di aiuto e speranza in Dio.

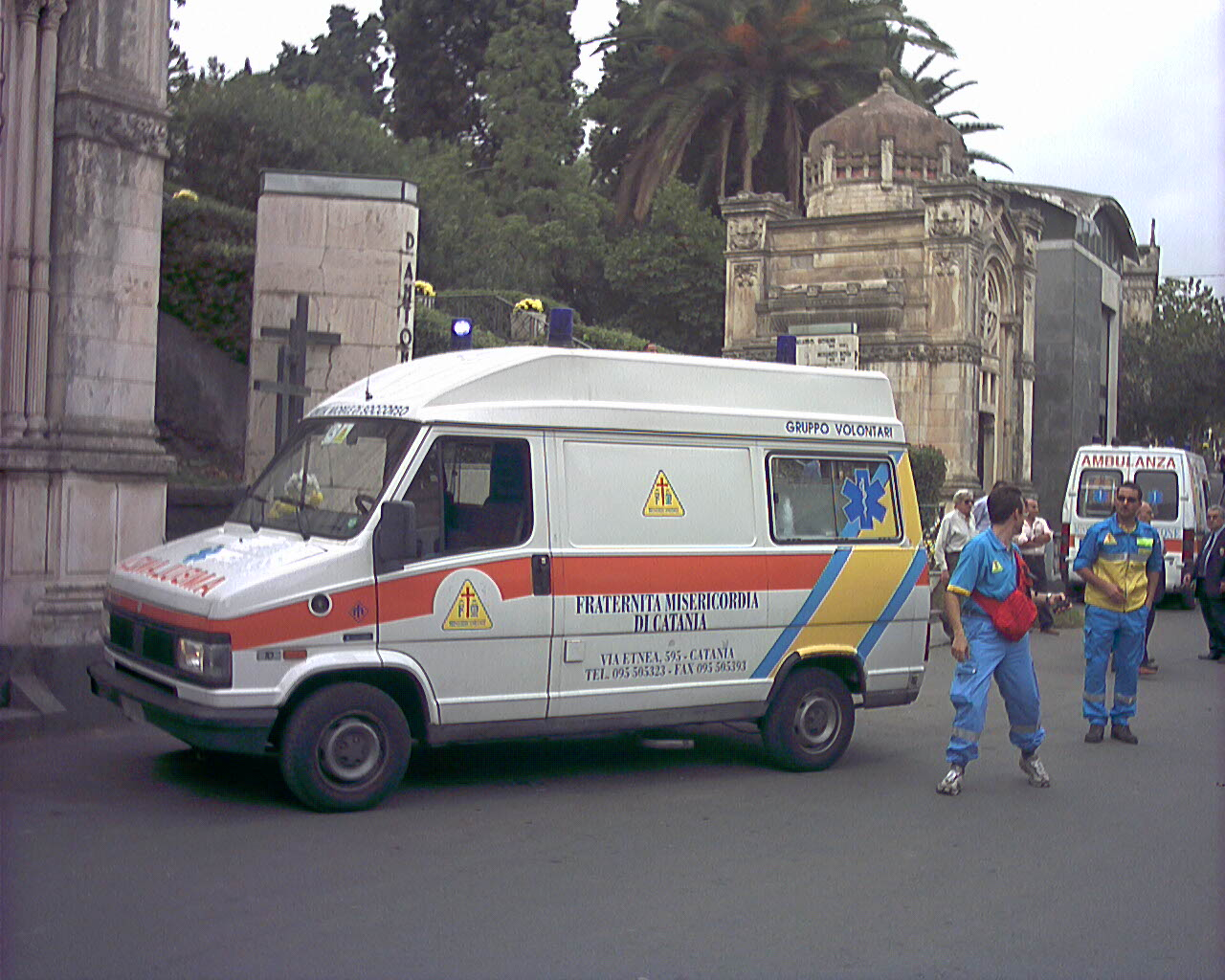
Un'ambulanza delle Misericordie in servizio

Nel 1995 viene costituito l'U.G.E.M. (Ufficio gestione emergenze di Massa) a cui, attraverso uno specifico Regolamento, viene affidato il compito di riorganizzare le attività di protezione civile della Confederazione. La Confederazione, grazie alla nuova struttura, interviene in occasione della alluvione della Versilia del 19 giugno 1996 e del terremoto di Umbria e Marche (1997).
Nel 1997, la Confederazione adottò una serie di provvedimenti tesi ad unificare l'immagine delle misericordie italiane, sia per le divise che per i mezzi. È da allora che le misericordie adottarono il bicolore giallo-ciano per identificare i propri mezzi e i propri volontari in servizio.
L'Assemblea del 1998, tenuta ad Assisi, riconfermò con una larghissima maggioranza Francesco Giannelli quale Presidente confederale. Tuttavia dopo soli due mesi questi presentò le dimissioni. Infatti il consiglio nazionale che uscì dalla assemblea vide rinnovarsi oltre il cinquanta per cento dei suoi membri, molti dei quali ebbero modo di mettersi in luce, presso i Governatori, durante le operazioni di protezione civile degli anni precedenti. Ciò provocò una serie di vivaci malumori, alimentati da chi credette di scorgervi un colpo di mano architettato dall'U.G.E.M. All'impasse istituzionale, che seguì alla polemica, si sommarono una serie di pressioni sul Presidente che venne costretto a dimettersi.
Gli succedette nella normale amministrazione il Vicepresidente Enzo Fani che rimase in carica fino all'Assemblea successiva. 
Sotto la presidenza vicaria di Fani la Confederazione partecipò alla "Missione Arcobaleno" promossa dal Governo italiano: migliaia profughi del Kosovo si riversarono in Albania per fuggire dagli orrori della guerra. Le Misericordie allestirono a Rrushbull (Albania) un campo capace di offrire assistenza a quasi 5000 persone che, a sua volta, poté contare sui rifornimenti provenienti dal grande Centro di Raccolta confederale organizzato per l'occasione a Bari. La pressoché totale autosufficienza del Campo di Rrushbull consentì alle Misericordie di uscire indenni dallo scandalo sulla gestione dei campi che scoppiò, qualche mese dopo, a seguito delle inchieste giornalistiche a carico di alcuni funzionari pubblici. Questa particolare posizione delle Misericordie finì per irritare i responsabili governativi deteriorandone i rapporti con il Governo nazionale: di nuovo l'U.G.E.M. si trovò al centro delle polemiche pre-elettorali interne al movimento.
Nel settembre del 1999, si tenne a Pistoia l'Assemblea per il rinnovo delle cariche nella quale venne eletto Presidente Gianfranco Gambelli, confratello di Castelfiorentino.

### Gli anni del travaglio

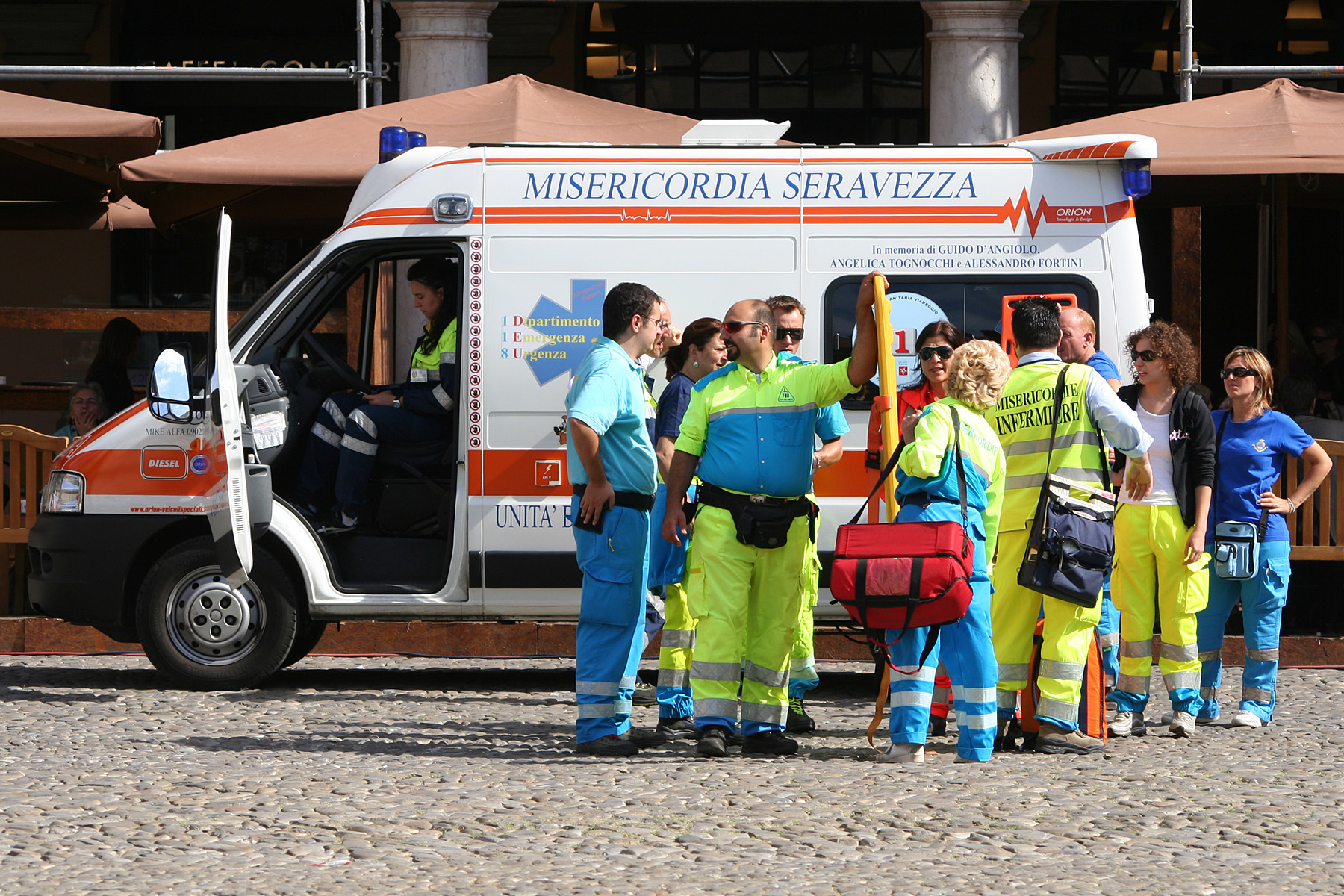
Un'ambulanza delle Misericordie e il suo equipaggio

Gambelli si dette l'obbiettivo di "Rifondare le Misericordie": il movimento (che dall'inizio degli anni ottanta si era espanso in maniera notevole su tutto il territorio italiano), necessitava di profonde modifiche in seno alla struttura confederale in modo da alleggerire la burocrazia e snellire la gestione.
Nel 2000 (l'anno del Giubileo, che l'U.G.E.M. affrontò con l'invio di migliaia di volontari sul campo), venne fondata la Millennium Service s.r.l., una società avente la Confederazione come socio unico. La Millennium avocò a sé tutta la gestione editoriale, tipografica, dell'immagine, della vendita di materiale sanitario, propagandistico delle misericordie, con l'obbiettivo di garantire prezzi bassi e buona qualità dei prodotti. Dopo un buon avvio, nel 2002 per la società iniziò un forte momento di crisi, che la portò a chiudere in forte perdita il bilancio annuale. Dopo l'Assemblea per il rinnovo delle cariche, tenutasi a Grosseto nell'ottobre 2003, nella quale venne rieletto, il presidente Gambelli pose la società sotto stretto controllo nel tentativo di risanarne i conti. Le rassicurazioni date in assemblea non bastarono e nel marzo 2004 un consigliere nazionale presentò un esposto alla Magistratura: ne scaturì una indagine che portò alla condanna, nel luglio 2007, dell'amministratore delegato della Società.
Nel contempo la nuova dirigenza mise mano alla modifica dello Statuto confederale in vigore dal 1999, in modo da poter riorganizzare e snellire la macchina del movimento con un forte decentramento. Dopo un tentativo andato a vuoto nel corso della assemblea di Bologna del 2001, l'anno seguente, nell'assemblea nazionale di Fiuggi, 2002, ne venne approvata la nuova stesura, non senza strascichi polemici. La questione statutaria riesplose due anni più tardi, 2004, e venne formata una commissione, incaricata di redigere le nuove modifiche, che presentò la sua proposta all'assemblea nazionale 2005 a Pietrelcina (dove non poté essere discussa a causa della scarsa partecipazione) e poi l'anno seguente nel corso della assemblea nazionale 2006 a Rocca di Papa, ma anche in questo caso senza esito. Venne così dato vita ad una nuova Commissione che concluse i suoi lavori presentandoli all'assemblea nazionale 2007 tenuta nella primavera a Firenze in un clima di forti contrapposizioni. L'assemblea, considerata anche l'imminenza della assemblea per il rinnovo delle cariche fissata per l'autunno, soprassedette alla discussione impegnando i futuri candidati a rendere esplicito il loro pensiero in materia.
Forte crisi attraversò pure il comparto della protezione civile, con l'U.G.E.M. che, dopo le dimissioni del presidente Gianneli, vide azzerarsi diverse volte la propria dirigenza, l'ultima volta nel 2002. Nel tentativo di governare la situazione di stallo nel 2003 la direzione del comparto venne affidata ad un triumvirato che nel 2004 trasferì le consegne al ricostituito U.G.E.M.. Nonostante il clima di incertezza il comparto della protezione civile ebbe modo di proseguire la sua attività, in occasione delle tragedie del terremoto di San Giuliano di Puglia del 2002, dello tsunami nel sud est asiatico del 2004 e della morte di papa Giovanni Paolo II nel 2005: in tutte queste occasioni, migliaia di confratelli vennero coinvolti nelle attività sotto la guida confederale.